# 서비스형 보안
서비스형 보안(Security as a service, SECaaS 또는 SaaS)은 총소유비용 면에서 대부분의 개인 고객이나 기업이 제공할 수 있는 것보다 더 비용 효율적인 구독에 기반을 둔, 서비스 제공자가 보안 서비스를 기업 인프라에 연동시키는 사업 모형이다. SECaaS는 정보 보안 유형의 서비스에 적용되는 서비스형 소프트웨어 모델의 영향을 받으며 온프레미스(on-premises) 하드웨어를 요구하지 않으므로 상당한 경비를 없앨 수 있다.
이 보안 서비스들에는 인증, 바이러스 검사 소프트웨어, 악성 소프트웨어 검사 소프트웨어/스파이웨어, 침입 방지, 모의 해킹시험(Penetration testing), 보안 이벤트 관리 등이 포함되기도 한다.

## 같이 보기
- 보안 관리 서비스
- 클라우드 컴퓨팅